# فردیناند بویسون
فردیناند ادوار بویسون (انگلیسی: Ferdinand Édouard Buisson؛ زاده ۲۰ دسامبر ۱۸۴۱ درگذشته ۱۶ فوریهٔ ۱۹۳۲) یک کتابدار، صلح‌جو، سیاستمدار اهل فرانسه بود. او یک سیاستمدار رادیکال-سوسیالیست (لیبرال چپ) بود. فردیناند از سال ۱۹۰۲ تا ۱۹۰۶ ریاست اتحادیه آموزش و پرورش و همچنین از ۱۹۱۴ تا ۱۹۲۶ ریاست اتحادیه حقوق بشر فرانسه (LDH) را بر عهده داشت. در سال ۱۹۲۷، جایزه صلح نوبل به‌طور مشترک به او و لودویگ کویده، مورخ و سیاستمدار صلح طلب المان، اعطا شد. او فیلسوف، مربی و یک کارشناس آموزش ابتدایی بود. او نویسنده تز در مورد سباستین کاستلیو بود، که در آن وی «پروتستان لیبرال» را در تصویر خود دید. فردیناند بویسون رئیس انجمن ملی اندیشه آزاد بود. وی در سال ۱۹۰۵ ریاست کمیته پارلمانی برای اجرای جدایی دین و دولت را به عهده گرفت. وی که به خاطر مبارزه برای تحصیلات سکولار از طریق لیگ آموزش و پرورش مشهور بود، اصطلاح لائیسیته ("سکولاریسم") را ایجاد کرد.